# Ponte Sisto
De Ponte Sisto is een brug over de Tiber in Rome.
Op deze plaats stond in de oudheid de Pons Aurelius, die in 792 verwoest werd bij een overstroming. Paus Sixtus IV liet in 1473 een nieuwe brug bouwen. De aanleiding was de ramp in het Heilige Jaar 1450 op de Engelenbrug, waar door het drukke pelgrimsverkeer naar de Sint-Pietersbasiliek vele tientallen mensen in de Tiber waren geraakt en verdronken. De nieuwe brug was tijdig klaar voor het volgende Heilig Jaar: 1475. Zij werd naar de bouwheer 'Ponte Sisto' vernoemd.
De brug is tegenwoordig gesloten voor alle verkeer. Alleen voetgangers mogen er nog op. Het is een vaste looproute van het Campo dei Fiori en het Piazza Trilussa. Het is er 's-avonds erg levendig, met straatmuzikanten en een mooie zonsondergang met uitzicht op het Vaticaan.

## Referentie
- Andrea Vreede, De magie van Rome. Wandelingen door de eeuwen heen. Uitg. Rubinstein 2007.

Ponte di Castel Giubileo · Ponte Tor di Quinto · Ponte Flaminio · Ponte Milvio · Ponte Duca d'Aosta · Ponte della Musica · Ponte del Risorgimento · Ponte Giacomo Matteotti · Ponte Pietro Nenni · Ponte Regina Margherita · Ponte Cavour · Ponte Umberto I · Ponte Sant'Angelo · Ponte Vittorio Emanuele II · Ponte Principe Amedeo Savoia Aosta · Ponte Giuseppe Mazzini · Ponte Sisto · Ponte Garibaldi · Ponte Fabricio en Ponte Cestio · Ponte Rotto · Ponte Palatino · Ponte Sublicio · Ponte Testaccio · Ponte San Paolo · Ponte dell'Industria · Ponte Guglielmo Marconi · Ponte della Magliana · Ponte di Mezzocammino · Ponte Tor Boacciana